# Associazione Sportiva Ischia Isolaverde 1984-1985
Questa voce raccoglie le informazioni riguardanti l'Ischia Isolaverde nelle competizioni ufficiali della stagione 1984-1985.

## Stagione
Nel 1984-1985 l'Ischia Isolaverde prese parte al suo secondo campionato di Serie C2, piazzandosi al decimo posto.

## Organigramma societario
Area direttiva
- Presidente: Felice Cantone
- Presidente onorario: Giovanni Regina
- Vice Presidenti: G. Ascione, G. Ciaravolo, M. Mattera, T. Stilla.

Area organizzativa
- Segretario generale: Pietro Di Meglio

Area tecnica
- Direttore sportivo: Enrico Scotti
- Allenatore: Michele Abbandonato, dalla 18ª Vincenzo Rispoli
- Allenatore in seconda: Vincenzo Rispoli

Area sanitaria
- Medici sociali: Aniello Carraturo, Luigi Mattera
- Massaggiatori: Adolfo Crispi, Filippo D'Arco

## Rosa
| N. |                   | Ruolo | Calciatore                       |
| -- | ----------------- | ----- | -------------------------------- |
|    | Italia (bandiera) | P     | Sergio Marna                     |
|    | Italia (bandiera) | P     | Leonardo Pellegrino              |
|    | Italia (bandiera) | D     | Domenico Aceti                   |
|    | Italia (bandiera) | D     | Domenico Castagna                |
|    | Italia (bandiera) | D     | Niccolò Cervato                  |
|    | Italia (bandiera) | D     | Alberto Ciucci                   |
|    | Italia (bandiera) | D     | Francesco Impagliazzo (capitano) |
|    | Italia (bandiera) | D     | Aniello Migliaccio               |
|    | Italia (bandiera) | D     | Vincenzo Pepe                    |
|    | Italia (bandiera) | D     | Orsenigo Carlo Recaldini         |
|    | Italia (bandiera) | C     | Leonardo Aloi                    |

| N. |                   | Ruolo | Calciatore         |
| -- | ----------------- | ----- | ------------------ |
|    | Italia (bandiera) | C     | Renato Ambrosino   |
|    | Italia (bandiera) | C     | Ciro Bilardi       |
|    | Italia (bandiera) | C     | Vincenzo Fusco     |
|    | Italia (bandiera) | C     | Ciro Mautone       |
|    | Italia (bandiera) | C     | Giuseppe Monti     |
|    | Italia (bandiera) | C     | Clemente Silvestro |
|    | Italia (bandiera) | A     | Domenico Citarelli |
|    | Italia (bandiera) | A     | Giuseppe Di Meglio |
|    | Italia (bandiera) | A     | Renato Lo Masto    |
|    | Italia (bandiera) | A     | Vincenzo Onorato   |

## Calciomercato

### Sessione estiva
| Acquisti | Acquisti                 | Acquisti | Acquisti |
| R.       | Nome                     | da       | Modalità |
| -------- | ------------------------ | -------- | -------- |
| D        | Domenico Aceti           | Gaeta    |          |
| C        | Ciro Bilardi             | Catania  |          |
| C        | Niccolò Cervato          | Mantova  |          |
| A        | Domenico Citarelli       | Nocerina |          |
| D        | Alberto Ciucci           | Grumese  |          |
| D        | Vincenzo Pepe            | Frattese |          |
| D        | Carlo Orsenigo Recaldini | Forio    |          |

| Cessioni | Cessioni          | Cessioni  | Cessioni |
| R.       | Nome              | a         | Modalità |
| -------- | ----------------- | --------- | -------- |
| A        | Francesco Avolio  | Giugliano |          |
| D        | Antonio Cortese   |           |          |
| P        | Franco Del Prete  | Giugliano |          |
| C        | Gianfranco Pilato | Savoia    |          |
| A        | Aurelio Riccio    | Forio     |          |
| C        | Pasquale Varriale | Giugliano |          |
| D        | Giorgio Vesce     | Savoia    |          |

## Risultati

### Serie C2

#### Girone di andata
| Arbitro: | Agnelli |

|  |           |             |
|  | Marcatori | Impagliazzo |

| Arbitro: | Lasala |

|             |           |  |
| Bilardi (r) | Marcatori |  |

| Caltanissetta 7 ottobre 1984, ore 16:00 CEST 3ª giornata | Nissa      | 0 – 0 referto | Ischia Isolaverde | Stadio Marco Tomaselli\| Arbitro: \| Ceccarelli \| |
| Arbitro:                                                 | Ceccarelli |               |                   |                                                    |

| Arbitro: | Giordano |

|                                             |           |  |
| Impagliazzo Impagliazzo, Lo Masto, Lo Masto | Marcatori |  |

| Arbitro: | Ramacci |

|                   |           |  |
| Capiluongo Scotti | Marcatori |  |

| Arbitro: | Squadrito |

|          |           |  |
| Lo Masto | Marcatori |  |

| Arbitro: | Trinchieri |

|                                  |           |  |
| Lo Masto Onorato, Onorato, Fusco | Marcatori |  |

| Arbitro: | Buscetti |

|                     |           |           |
| Di Spirito Angelino | Marcatori | Ambrosino |

| Arbitro: | Di Savino |

|  |           |         |
|  | Marcatori | Falanga |

| Arbitro: | Mazzalupi |

|        |           |  |
| Modica | Marcatori |  |

| Arbitro: | Manfredini |

|                            |           |  |
| Mautone Lo Masto, Lo Masto | Marcatori |  |

| Arbitro: | Lombardi |

|       |           |          |
| Sapio | Marcatori | Lo Masto |

| Arbitro: | Trentalange |

|                   |           |  |
| Onorato Citarelli | Marcatori |  |

| Arbitro: | Sanguineti |

|               |           |  |
| Mautone Monti | Marcatori |  |

| Arbitro: | Lorusso |

|          |           |  |
| D'Angelo | Marcatori |  |

| Arbitro: | Mazzetti (Firenze) |

|             |           |            |
| Bilardi 66’ | Marcatori | 74’ Romano |

| Alcamo 20 gennaio 1985, ore 14:30 CEST 17ª giornata | Alcamo     | 1 – 0 referto | Ischia Isolaverde | Stadio Lelio Catella\| Arbitro: \| Ceccarelli \| |
| Arbitro:                                            | Ceccarelli |               |                   |                                                  |

#### Girone di ritorno
| Arbitro: | Giuriola |

|             |           |  |
| Impagliazzo | Marcatori |  |

| Arbitro: | Papponetti |

|  |           |                 |
|  | Marcatori | Impagliazzo (r) |

| Arbitro: | Lombardi |

|           |           |  |
| Citarelli | Marcatori |  |

| Potenza 24 febbraio 1985, ore 15:00 CEST 4ª giornata | Potenza    | 0 – 0 referto | Ischia Isolaverde | Stadio Alfredo Viviani\| Arbitro: \| Frusciante \| |
| Arbitro:                                             | Frusciante |               |                   |                                                    |

| Arbitro: | Ceccarini |

|             |           |         |
| Impagliazzo | Marcatori | Contino |

| Rende 10 marzo 1985, ore 15:00 CEST 6ª giornata | Rende  | 2 – 0 referto | Ischia Isolaverde | Stadio Ezio Scida\| Arbitro: \| Strada \| |
| Arbitro:                                        | Strada |               |                   |                                           |

| Isernia 17 marzo 1985, ore 15:00 CEST 7ª giornata | Aesernia | 2 – 0 referto | Ischia Isolaverde | Stadio Mario Lancellotta\| Arbitro: \| Carrubba \| |
| Arbitro:                                          | Carrubba |               |                   |                                                    |

| Ischia 24 marzo 1985, ore 15:00 CEST 8ª giornata | Ischia Isolaverde | 0 – 0 referto | Frattese | Stadio Vincenzo Rispoli\| Arbitro: \| Scalcione \| |
| Arbitro:                                         | Scalcione         |               |          |                                                    |

| Arbitro: | Iori |

|                     |           |  |
| Iannucci (r) Apuzzo | Marcatori |  |

| Arbitro: | Vasselli |

|                 |           |  |
| Impagliazzo 36’ | Marcatori |  |

| Arbitro: | Busceti |

|  |           |          |
|  | Marcatori | Lo Masto |

| Arbitro: | Giordano |

|         |           |           |
| Mautone | Marcatori | Ammendola |

| Arbitro: | Bonazza |

|  |           |             |
|  | Marcatori | Impagliazzo |

| Siracusa 19 maggio 1985, ore 16:00 CEST 14ª giornata | Siracusa | 3 – 0 referto | Ischia Isolaverde | Stadio Nicola De Simone\| Arbitro: \| Zambelli \| |
| Arbitro:                                             | Zambelli |               |                   |                                                   |

| Arbitro: | Arpaia |

|                 |           |         |
| Impagliazzo (r) | Marcatori | Pastina |

| Arbitro: | Stafoggia |

|  |           |           |
|  | Marcatori | Citarelli |

| Arbitro: | Cesca |

|                             |           |  |
| Impagliazzo Lo Masto, Fusco | Marcatori |  |

## Statistiche
Statistiche aggiornate al 23 ottobre 2011

### Statistiche di squadra
| Competizione | Punti | In casa | In casa | In casa | In casa | In casa | In casa | In trasferta | In trasferta | In trasferta | In trasferta | In trasferta | In trasferta | Totale | Totale | Totale | Totale | Totale | Totale | DR |
| Competizione | Punti | G       | V       | N       | P       | Gf      | Gs      | G            | V            | N            | P            | Gf           | Gs           | G      | V      | N      | P      | Gf     | Gs     | DR |
| ------------ | ----- | ------- | ------- | ------- | ------- | ------- | ------- | ------------ | ------------ | ------------ | ------------ | ------------ | ------------ | ------ | ------ | ------ | ------ | ------ | ------ | -- |
| Serie C2     | 31    | 17      | 9       | 7       | 1       | 29      | 12      | 17           | 1            | 4            | 12           | 7            | 25           | 34     | 10     | 11     | 13     | 36     | 37     | -1 |
| Coppa Italia | -     | -       | -       | -       | -       | -       | -       | -            | -            | -            | -            | -            | -            | -      | -      | -      | -      | -      | -      | -  |
| Totale       | -     | -       | -       | -       | -       | -       | -       | -            | -            | -            | -            | -            | -            | -      | -      | -      | -      | -      | -      | -  |

### Statistiche dei giocatori
| Giocatore             | Serie C2 | Serie C2 | Coppa Italia | Coppa Italia | Altro    | Altro | Totale   | Totale |
| Giocatore             | Presenze | Reti     | Presenze     | Reti         | Presenze | Reti  | Presenze | Reti   |
| --------------------- | -------- | -------- | ------------ | ------------ | -------- | ----- | -------- | ------ |
| D. Aceti              | 26       | 0        | -            | -            | -        | -     | 26       | 0      |
| L. Aloi               | 3        | 0        | -            | -            | -        | -     | 3        | 0      |
| R. Ambrosino          | 19       | 1        | -            | -            | -        | -     | 19       | 1      |
| C. Bilardi            | 26       | 4        | -            | -            | -        | -     | 26       | 4      |
| D. Castagna           | 1        | 0        | -            | -            | -        | -     | 1        | 0      |
| N. Cervato            | 21       | 0        | -            | -            | -        | -     | 21       | 0      |
| D. Citarelli          | 25       | 4        | -            | -            | -        | -     | 25       | 4      |
| A. Ciucci             | 12       | 0        | -            | -            | -        | -     | 12       | 0      |
| G. Di Meglio          | 7        | 0        | -            | -            | -        | -     | 7        | 0      |
| V. Fusco              | 26       | 2        | -            | -            | -        | -     | 26       | 2      |
| F. Impagliazzo        | 28       | 10       | -            | -            | -        | -     | 28       | 10     |
| R. Lo Masto           | 34       | 8        | -            | -            | -        | -     | 34       | 8      |
| S. Marna              | 3        | 0        | -            | -            | -        | -     | 3        | 0      |
| C. Mautone            | 28       | 3        | -            | -            | -        | -     | 28       | 3      |
| A. Migliaccio         | 24       | 0        | -            | -            | -        | -     | 24       | 0      |
| G. Monti              | 32       | 1        | -            | -            | -        | -     | 32       | 1      |
| V. Onorato            | 23       | 3        | -            | -            | -        | -     | 23       | 3      |
| L. Pellegrino         | 33       | 0        | -            | -            | -        | -     | 33       | 0      |
| V. Pepe               | 27       | 0        | -            | -            | -        | -     | 27       | 0      |
| G. Pilato             | 2        | 0        | -            | -            | -        | -     | 2        | 0      |
| C. Orsenigo Recaldini | 14       | 0        | -            | -            | -        | -     | 14       | 0      |
| C. Silvestro          | 26       | 0        | -            | -            | -        | -     | 26       | 0      |